# Полина (Ревуца)
Полина (слч. Polina) насељено је мјесто са административним статусом сеоске општине (слч. obec) у округу Ревуца, у Банскобистричком крају, Словачка Република.

## Становништво
| Година:    | 1994. | 2004.   | 2014.   | 2024.    |
| ---------- | ----- | ------- | ------- | -------- |
| Број људи: | 127   | 124     | 120     | 103      |
| Разлика:   |       | -2,36 % | -3,22 % | -14,16 % |

| Година:    | 2023. | 2024.   |
| ---------- | ----- | ------- |
| Број људи: | 101   | 103     |
| Разлика:   |       | +1,98 % |

Према подацима о броју становника из 2011. године насеље је имало 129 становника.